# Suzuki (песня)
«Suzuki» — песня российского хип-хоп-исполнителя Элджея, выпущенная 12 марта 2018 года в качестве второго сингла из мини-альбома Sayonara Boy X. Продюсером песни выступил ростовский битмейкер Ploty.

## Описание
В «Suzuki» Элджей рассказывает, что не намеревается становиться народным артистом и объясняет, почему выражает нелюбовь к журналистам и не даёт интервью. Ещё в треке он называет своих слушателей «биомусором», которым рэпер «прививает чувство вкуса», исполняя данную композицию.

## Видеоклип
Релиз видеоклипа на трек состоялся 16 мая 2018 года на официальном YouTube-канале Элджея. В нём рэпер катается на японском мотоцикле марки Suzuki вместе с девушкой, которую называет «сукой», и танцует напротив банкомата, «стреляющего деньгами, как из пулемёта». Также в видеоролике фигурируют пачки стодолларовых купюр, фотографы и группы поклонниц, пытающихся пробраться к артисту через охрану. Ролик был снят в Алма-Аты, а его режиссёром выступил Медет Шаяхметов, ранее сотрудничавший с музыкантами, такими как L’one и Скриптонит.

## Отзывы
Журналист веб-сайта ТНТ Music сообщил, что клип насыщен «модными» визуальными эффектами, сравнив видеоролик с видеоработами Кендрика Ламара «Humble.» и A$AP Rocky «Forever» и отметив, что в них есть много «интересных» кадров, которые смотрятся «просто, стильно и качественно». Редакция веб-сайта музыкального канала Муз-ТВ назвала клип «провокационным» и объявила, что если зритель не достиг совершеннолетия, то он «упадёт в обморок от „крепкого словца“». Обозреватель хип-хоп-портала Rap.ru обратил внимание на припев, который «сильнее всего выделяется» потому, что в нём рэп-исполнитель обращается к слушателям как к «биомусору» и сообщает, что его главная цель — «привить им чувство вкуса». Алексей Мажаев, рецензент интернет-издания InterMedia, тоже указал на припев, заявив, что он «косит под дискотечный хит», однако подметив, что в одном из куплетов Элджея вдруг «пробивает на откровенность», и он рассказывает о себе, «попутно обкладывая» журналистов.

## Чарты
| Чарт (2018)        | Высшая позиция |
| ------------------ | -------------- |
| Россия (ВКонтакте) | 5              |